# Una Voce
La Foederatio Internationalis Una Voce, o simplemente Una Voce, (latín para "Con un voz") es una Federación Internacional de Asociaciones Laicales Católicas, cuyos objetivos son garantizar la preservación de la celebración de la Misa en la forma del Misal Romano promulgado por el Papa Juan XXIII en 1962 y para salvaguardar y promover el uso del latín, la riqueza artística, el canto gregoriano y la polifonía sacra.

## Tipo de asociación
Asociación privada e internacional de fieles católicos, ordenada según el Código de Derecho Canónico y dependiente de la Pontificia Comisión Ecclesia Dei. 
En las Asociaciones Privadas los mismos miembros la dirigen y administran, y tienen potestad para designar libremente a su Presidente y responsables según el Código de Derecho Canónico (véanse cánones 321 y 325) y sus propios Estatutos aprobadas por la Iglesia.
Los recursos económicos y bienes adquiridos son privados (no eclesiásticos) de la Asociación y de sus miembros.

## Constitución
Es una institución perteneciente a la Iglesia Católica, constituida exclusivamente por fieles laicos católicos.
Origen del nombre
Su nombre proviene del prefacio del canon romano que al final reza: "Quam laudant Angeli atque Archangeli, Cherubim quoque ac Seraphim: quio non cessant clamare quotidie, una voce dicentes Sanctus, Sanctus, Sanctus."

## Santos patrones
- Inmaculada Concepción (8 de diciembre)
- San Gregorio Magno (12 de marzo)

## Clases de miembros
- Numerarios o de pleno derecho: los laicos.
- Supernumerarios: los clérigos. No constituyen membresía, ni ejercen cargos ni representación alguna en la asociación, siendo su carácter consultivo y de asesoramiento espiritual.
- Amigo / Benefactor: este último propiamente no pertenece al movimiento pero le presta importantes servicios colaborando ya económicamente al sostenimiento de las obras de la asociación o mediante la oración por sus intenciones y necesidades. También podrán prestar algún servicio en concreto, según su disponibilidad y facultades.

### Principios
1. Adhesión incondicional a la Santa Madre Iglesia y a su Magisterio.
2. Comunión plena con el Santo Padre.
3. Obediencia a las autoridades legítimas, según el principio de Santo Tomás de Aquino: la recta razón y la Ley Moral.
4. Vida de entrega como fieles comprometidos en consonancia con el espíritu legado por los fundadores al Movimiento.
5. Trabajo en consonancia con los fines propios de la Asociación.

### Miembros más destacados
Dr. Eric María de Saventhem (1919-2005), primer presidente de Una Voce Internacional.
Michael Davies (1936-2004), gran filósofo, escritor y pensador de Una Voce.

## En la actualidad
Cada asociación nacional es un organismo autónomo que se anima a hacer todo lo posible para alcanzar los objetivos de la Federación a nivel local, pero la Federación Internacional está mejor situada para representar a las preocupaciones comunes de los católicos en todo el mundo al más alto nivel del gobierno eclesiástico. 
La Federación es reconocida por la Santa Sede, sus puntos de vista son recibidos con cortesía y respeto por las Congregaciones Romanas pertinentes y, recíprocamente, los representantes de estas son también recibidos de la misma manera. Hacer conocer nuestras necesidades espirituales y deseos a nuestros pastores espirituales es un derecho que nos fue otorgado en la Constitución de la Iglesia Lumen Gentium, del Concilio Vaticano II (nº37), y repetida en el Código de Derecho Canónico de 1983 (Canon 212).

## Composición
La Federación Internacional Una Voce está presente en más de 30 países, con capítulos nacionales en: Argentina, Australia, Austria, Bielorrusia, Brasil, Canadá, Chile, Colombia, Costa Rica, Cuba, República Dominicana, Inglaterra y Gales, Francia, Alemania, India, Irlanda, Italia, Japón, Malta, México, Holanda, Nueva Zelanda, Nigeria, Noruega, Perú, Filipinas, Polonia, Portugal, Puerto Rico, Rusia, Escocia, Sudáfrica, España, Ucrania y Estados Unidos.

## Fines
El movimiento se propone:
- Asegurar que la Misa Romana tradicional que data de San Gregorio Magno, se mantenga tal como fue codificada en el Misal Romano por el Papa San Pío V, y posteriormente reformado por el Papa Juan XXIII, tanto en la letra como en la práctica, como una de las formas de celebración litúrgica reconocidas y honradas en la vida litúrgica universal.
- Obtener el libre uso de todos los demás libros litúrgicos romanos que "atesoran las formas litúrgicas y disciplinarias de la tradición latina".
- Salvaguardar y promover el uso del latín, del canto gregoriano y de la polifonía sacra en la liturgia de la Iglesia Católica
- Impulsar activamente el establecimiento de parroquias y capellanías no jurisdiccionales en las cuales sean utilizados exclusivamente los libros litúrgicos empleados en 1962.

## Funcionamiento
Cada dos años se convoca una Asamblea General, en Roma, y se efectúan elecciones para el Consejo y la Presidencia, se revisan los estatutos, se les da la bienvenida a las nuevas asociaciones miembros y se analiza el funcionamiento de la organización. 
A ella acuden, todas las asociaciones miembros, por medio de la representación de un delegado, quien informa de los aportes y gestión en su país. 
El presidente actual es el Sr. James Bogle, nominado por Una Voce Australia.
La admisión o incorporación de los fieles a Una Voce está dada por medio de los capítulos nacionales o regionales en cada nación.

## El Papa y Una Voce
El 25 de julio de 1996, el Cardenal Joseph Ratzinger, Prefecto de la Congregación para la Doctrina de la Fe, dirigió a la Federación el siguiente mensaje:
"La FEDERACION INTERNACIONAL UNA VOCE ha jugado un rol importante apoyando el uso de la edición de 1962 del Misal Romano en obediencia a las directivas de la Santa Sede. Por éste invaluable servicio expreso mi gratitud a los miembros de la Federación y les imparto mi bendición".

## Actuales prelados amigos y protectores
Una Voce ha recibido reconocimiento y apoyo de diversas autoridades católicas y de otras personalidades a través de sus años de existencia, tales como:cardenal Alfredo Ottaviani, cardenal Paul Augustin Mayer y cardenal Joseph Ratzinger, posteriormente Benedicto XVI, cuyo Pontificado estuvo casi todo dedicado a la Fraternidad San Pío X y las cuestiones relativas a la vida litúrgica de la Iglesia.
Los actuales prelados amigos y protectores son:
- Cardenal Darío Castrillón Hoyos
- Cardenal Malcolm Ranjith, Arzobispo de Colombo- Sri Lanka
- Cardenal Raymond Leo Burke, Prefecto de la Signatura Apostólica
- Mons. Fernando Arêas Rifan, Administración Apostólica Personal San Juan María Vianney/ Campos-Brasil
- Mons. Athanasius Schneider, Obispo Auxiliar de Astana- Kazajistán

## Presidentes
- 1966-1992: Eric de Saventhem (Una Voce America)
- 1992-2004: Michael Davies (The Latin Mass Society of England and Wales)
- 2004-2005: Ralf Siebenbürger (Una Voce Austria)
- 2005-2006: Fra Fredrik Crichton-Stuart (Una Voce Scotland)
- 2006-2007: Jack Oostveen (Ecclesia Dei Delft of the Netherlands)
- 2007-2013: Leo Darroch (The Latin Mass Society of England and Wales)
- 2013- presente: James Bogle (Una Voce Australia)

## Consejo (elegido en 2014)
- Presidente: James Bogle (Una Voce Australia)[2]
- Vicepresidentes: Felipe Alanis Suárez (Una Voce México), Paul Fournier (Latin Mass Society of Canada), y Marcin Gola (Una Voce Polonia)
- Secretario: Thomas Murphy (St Conleth’s Catholic Heritage Association)
- Tesorero: Joseph Shaw (The Latin Mass Society)
- Consejeros: Othon M. Alves (Una Voce Natal – Brasil), Eduardo Colon (Una Voce Puerto Rico), Christopher Cordeiro (Una Voce Surafrica), Leo Darroch (Una Voce Escocia), Fabio Marino (Una Voce Italia) Carlos Antonio Palad (Ecclesia Dei Society of St. Joseph - Filipinas), Rodolfo Vargas Rubio (Roma Aeterna- España), Godwin Xuereb (Pro Tridentina Malta)
- Consejeros Cooptados: Oleg-Michael Martynov (Una Voce Russia) y Matthew Schellhorn  (The Latin Mass Society)

## Presidentes de Una Voce en Hispanoamérica
- Juan Manuel Rodríguez González-Cordero (Una Voce España)
- Rodolfo Vargas Rubio (Roma Aeterna, Barcelona)
- Edgar Fernández (Una Voce México)
- Daniel Vargas de la Mata (Una Voce Costa Rica)
- Edgardo Cruz (Una Voce Puerto Rico)
- Egons Morales Piña (Una Voce Casablanca/Chile)
- Julio Retamal Favereau (Asociación Magnificat/Chile)
- Félix Esteban Duford (Una Voce Argentina)
- Hans Christian von Waldorf (Una Voce Colombia)
- Eduardo Luis Ureña Espinal (Una Voce República Dominicana)
- (Una Voce Perú)

## Sostenimiento
Una Voce es organización religiosa católica sin ánimo de lucro dado que su fin no es la consecución de un beneficio económico sino espiritual. Por lo tanto se sostiene de las contribuciones monetarias de sus miembros y de voluntarios aportaciones y donativos.